# 棺中鬼手
《棺中鬼手》是中国传说的妖怪故事，记载于《谐铎》。故事本身暴露官場黑暗、吏治腐敗,和批判現實主義与諷刺現實。揭露清朝政府的腐败。是从棺材中伸出的一只手。会在三更后的时间伸出来，故事主要叙述一位贪官在死后仍然在棺材中伸手要钱。

## 类似
巨手

## 参看
中国妖怪列表